# Hikaru Ōe
Hikaru Ōe (jap. 大江　光, Ōe Hikaru; * 3. August 1995 in der Präfektur Toyama) ist eine ehemalige japanische Snowboarderin. Sie startete in der Disziplin Halfpipe.

## Werdegang
Ōe nahm von 2009 bis 2019 an Wettbewerben der Ticket to Ride World Snowboard Tour und der FIS teil. Ihren ersten internationalen Erfolg hatte sie bei den Snowboard-Juniorenweltmeisterschaften 2011 in Valmalenco. Dort gewann sie die Silbermedaille. Im März 2011 wurde sie japanische Meisterin auf der Halfpipe. Ihr erstes FIS-Weltcuprennen fuhr sie im August 2011 in Cardrona, welches sie auf den sechsten Platz beendete. Bei den Olympischen Jugend-Winterspielen 2012 in Kühtai holte sie Gold. Im März 2013 siegte sie beim Hasco in Ishiuchi Maruyama. Beim Snowboard Jamboree 2014 und FIS-Weltcuprennen in Stoneham kam sie auf den dritten Platz. Zu Beginn der Saison 2014/15 errang sie bei den Burton High Fives in Cardrona den dritten Platz. Bei den Snowboard-Weltmeisterschaften 2015 am Kreischberg errang sie den vierten Platz. Die Saison beendete sie auf dem siebten Rang im Halfpipe-Weltcup. Zu Beginn der Saison 2015/16 belegte sie beim Weltcup in Cardrona den zweiten Platz. Im weiteren Saisonverlauf wurde sie Dritte bei den Laax Open in Laax und Fünfte bei den X-Games Oslo 2016 in Oslo. Im Weltcup belegte sie den 12. Platz in Park City und den fünften Rang in Sapporo. Im März 2016 errang sie den siebten Platz bei den Burton US Open und erreichte zum Saisonende den 12. Platz im Freestyle-Weltcup und den fünften Rang im Halfpipe-Weltcup. Bei den Snowboard-Weltmeisterschaften 2017 in Sierra Nevada wurde sie Vierte. In den folgenden Jahren belegte sie bei den Olympischen Winterspielen 2018 in Pyeongchang den 17. Platz und bei den Weltmeisterschaften 2019 in Park City den 14. Rang.